# 팀 피곳 스미스
팀 피곳스미스(Tim Pigott-Smith, 1946년 5월 13일 ~ 2017년 4월 7일)는 영국의 배우이다.
피곳스미스는 워릭셔주 럭비에서 마거릿 뮤리얼과 해리 토머스 피곳스미스의 아들로 태어났다.

## 출연 작품

### 영화
- 주피터 어센딩 (2015)
- 빅토리아 & 압둘 (2017) - 헨리 폰슨비 경 역
- 리틀 뱀파이어 3D (2017) - 프레더릭 역 (목소리)
- 대테러 님로드 작전 (2017) - 윌리엄 화이트로 역
- Red Trees (2017) - 해설 (다큐멘터리)